# Vajdasági Magyar Szövetség
Svaz vojvodinských Maďarů (maďarsky Vajdasági Magyar Szövetség, srbsky Савез војвођанских Мађара/Savez vojvođanskih Mađara, zkr. VMSZ/SVM/СВМ) je politická strana působící v Srbsku, především v Autonomní oblasti Vojvodina. Zastupuje zájmy maďarského obyvatelstva.
Strana prosazuje vytvoření maďarské autonomie na severozápadě Vojvodiny.
V letech 2012–2023 byl předsedou strany István Pásztor, který byl i předsedou skupštiny AO Vojvodina.
V parlamentních volbách v roce 2014 získala strana šest zástupců v bělehradské Skupštině. V Skupštině AO Vojvodina má Svaz vojvodinských Maďarů celkem osm poslanců.[zdroj?] Strana má výrazné zastoupení na lokální úrovni na severu Srbska (u hranice s Maďarskem) a dlouhodobě byl člen této strany většinou starostou města Subotica.